# Pujalt (kommunhuvudort)
Pujalt är en kommunhuvudort i Spanien.   Den ligger i provinsen Província de Barcelona och regionen Katalonien, i den östra delen av landet, 400 km öster om huvudstaden Madrid. Pujalt ligger 760 meter över havet och antalet invånare är 197.
Terrängen runt Pujalt är platt åt sydväst, men åt nordost är den kuperad. Pujalt ligger uppe på en höjd. Runt Pujalt är det glesbefolkat, med 19 invånare per kvadratkilometer. Närmaste större samhälle är Calaf, 7,9 km öster om Pujalt. Trakten runt Pujalt består till största delen av jordbruksmark.